# Prefeito

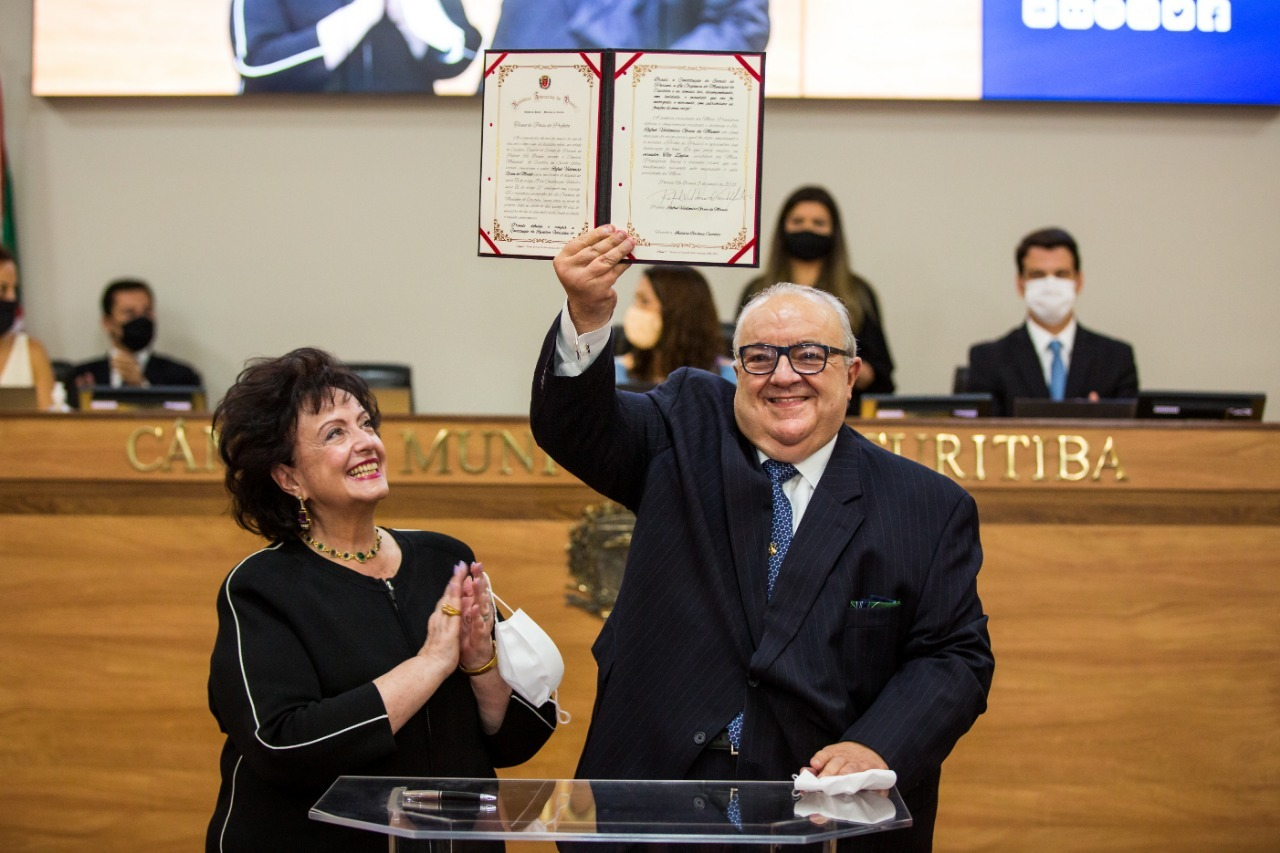
Rafael Greca de Macedo em cerimônia de posse de seu terceiro mandato como prefeito na Câmara Municipal de Curitiba, no Paraná. A data de posse dos prefeitos e prefeitas eleitos a cada 4 anos é no dia 1º de janeiro.

Prefeito é chefe do Poder Executivo municipal no Brasil, sendo o principal responsável pela administração local e pela execução de políticas públicas voltadas para as necessidades da população municipal.
O cargo representa, na esfera municipal, as mesmas funções de liderança executiva que o Presidente da República exerce nacionalmente e o governador no âmbito estadual, configurando-se como a mais alta autoridade administrativa do município. No sistema político brasileiro, o prefeito ocupa posição estratégica como intermediário entre as demandas locais e as políticas formuladas pelos governos estadual e federal.
A instituição do prefeito encontra fundamento na Constituição Federal de 1988, que reconhece o município como unidade federativa autônoma (artigo 18), dotada de autogoverno e atribuições próprias. Como chefe do Executivo municipal, o prefeito gerencia os recursos públicos, implementa a legislação municipal, formula propostas de interesse da comunidade e representa oficialmente o município perante outros entes federativos e organizações. Além disso, atua como implementador de políticas federais e coordenador de ações que envolvem diversos atores governamentais e não governamentais.

## Etimologia e histórico
A denominação "prefeito" tem raízes no vocábulo latino praefectus, cujo significado remete a "aquele colocado em posição superior", designando quem detém autoridade administrativa sobre uma determinada jurisdição territorial. O termo resulta da combinação dos elementos latinos prae (significando "adiante" ou "em posição anterior") com facere (traduzido como "executar" ou "realizar"), formando o verbo praeficere, que expressa a ideia de "posicionar à frente". Durante o período romano, essa denominação abrangia diversos cargos administrativos, incluindo o praefectus urbi, responsável pela administração e manutenção da ordem na cidade de Roma.
Um trecho de A história de Roma, livro III capítulo 8, de Tito Lívio, conta que quando a região que envolvia as localidades de Preneste, Gabii e Tusculum, bastante próxima à Roma antiga, sofria o ataque de saqueadores volscos:
Grande alarme foi sentido em Roma, mais pela surpreendente rapidez do movimento do que pela insuficiência de força para repelir qualquer ataque. Quintus Fabius era o prefeito da cidade. Armando os homens mais jovens e guarnecendo as defesas, ele restaurou a tranquilidade e a segurança em todos os lugares.
A instituição do cargo de prefeito no Brasil data de 11 de abril de 1835, quando foi estabelecido pela Assembleia Provincial de São Paulo como resposta às amplas atribuições conferidas às Câmaras Municipais pelo Código de Processo Criminal de 1832. Em seu formato inicial, a função apresentava características distintas das atuais, operando principalmente como uma extensão do governo provincial nos territórios municipais.
Na Constituição de 1934, o cargo de prefeito passou a representar a única instância em território nacional responsável pela chefia do Poder Executivo municipal, criando uma estrutura simétrica com os dirigentes executivos da União e das unidades estaduais. O Artigo 13 e a alínea I dizem:
Os Municípios serão organizados de fórma que lhes fique assegurada a autonomia em tudo quanto respeite ao seu peculiar interesse, e especialmente:

I, a electividade do Prefeito e dos Vereadores da Camara Municipal, podendo aquelle ser eleito por esta.
Essa configuração institucional foi preservada e aprimorada nas cartas constitucionais subsequentes, alcançando sua formulação atual com a promulgação da Constituição de 1988, que consolidou o papel político do prefeito como liderança democrática local eleita diretamente pela população.

## O prefeito no sistema político brasileiro

### Posição no federalismo brasileiro
O prefeito ocupa posição singular no federalismo brasileiro, representando o ente federativo mais próximo do cidadão e atuando como intermediário entre as demandas locais e as políticas formuladas pelos governos estadual e federal. Essa posição confere ao prefeito papel estratégico na implementação de políticas públicas e na tradução das necessidades locais para as esferas superiores de governo. A literatura acadêmica especializada destaca que essa configuração promove um modelo no qual o governo federal mantém capacidade de coordenação enquanto os municípios assumem responsabilidades crescentes na implementação de políticas sociais.

### Autonomia política e dependência fiscal
Embora dotado de autonomia política garantida constitucionalmente, o prefeito enfrenta significativa dependência das transferências de recursos dos governos federal e estadual. Isso cria uma tensão entre a capacidade de formular políticas próprias e a necessidade de articulação com União e estados para viabilizar sua agenda política. Esta situação influencia as estratégias políticas dos prefeitos e suas relações com outros níveis de governo.

## Competências e atribuições
Segundo a Constituição Federal de 1988, compete aos municípios, sob a liderança do prefeito:

### Competências constitucionais
Segundo o artigo 30 da Constituição Federal de 1988, o conjunto de atribuições políticas e administrativas do prefeito engloba a elaboração de normas sobre questões de interesse estritamente local (inciso I), o que constitui a base da autonomia municipal. Também cabe ao prefeito estabelecer e administrar a cobrança dos tributos de competência municipal, assim como dirigir a aplicação dessas receitas conforme as necessidades prioritárias da localidade (inciso III). No aspecto da organização territorial, o prefeito pode instituir, estruturar e extinguir distritos, sempre em conformidade com as diretrizes da legislação estadual aplicável (inciso IV).
Entre as principais responsabilidades do prefeito destaca-se a estruturação e oferta, seja diretamente ou mediante concessão ou permissão, dos serviços públicos de interesse local, como as políticas de mobilidade, reconhecido como serviço essencial para a comunidade (inciso V). No campo educacional, deve assegurar, contando com apoio técnico e financeiro da União e do Estado, a manutenção de programas voltados à educação infantil e ao ensino fundamenta (inciso VI). Na área da saúde, compete ao prefeito garantir serviços de assistência médica à população, sempre em colaboração técnica e financeira com os demais níveis federativos (inciso VII).

### Competências comuns
O prefeito desempenha também funções compartilhadas com outros entes federativos, conforme estabelecido no Artigo 23 da Constituição Federal, atuando na área da saúde e assistência pública mediante coordenação com União e estados (inciso II). Ele é responsável por zelar pela proteção ambiental e pelo combate à poluição em todas as suas manifestações (inciso VI), além de assegurar a preservação dos recursos florestais, da fauna e da flora regionais (inciso VII). No âmbito social, deve desenvolver programas habitacionais e de aprimoramento das condições de moradia e saneamento básico (inciso IX), assim como enfrentar as origens da pobreza e os elementos que geram exclusão social (inciso X). Essas atribuições distinguem-se pela exigência de cooperação federativa, demandando articulação permanente entre as diversas esferas governamentais.

## Aspectos eleitorais e representação política

### Requisitos e elegibilidade
Para candidatar-se ao cargo de prefeito, o interessado ou a interessada deve atender a critérios definidos no Artigo 14, § 3º, da Constituição Federal, iniciando pela obrigatoriedade de possuir nacionalidade brasileira e manter-se em pleno gozo dos direitos políticos. É indispensável ter registro eleitoral ativo e residência eleitoral estabelecida no município onde pretende concorrer. O candidato necessita estar vinculado a algum partido e possuir no mínimo 21 anos de idade, além de demonstrar capacidade de leitura e escrita conforme vedação aos analfabetos prevista no § 4º do mesmo artigo. Esses critérios tem o objetivo de assegurar que o prefeito disponha das condições fundamentais requeridas para o desempenho da função pública e possa representar apropriadamente os interesses comunitários.

### Eleição e mandato

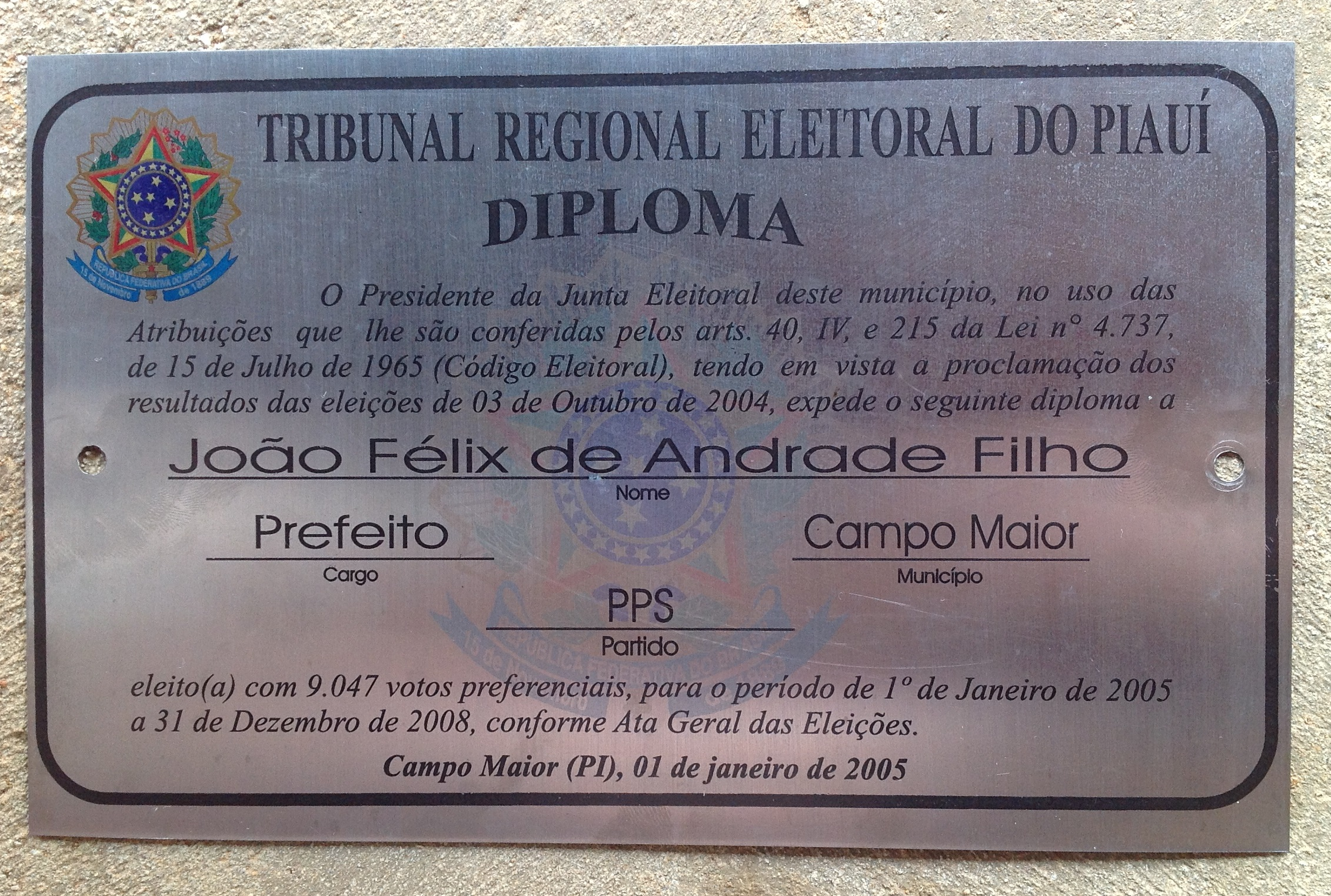
Diploma de Prefeito no Brasil.

O prefeito é eleito por voto direto e secreto, com mandato de quatro anos, podendo ser reeleito para um único período subsequente. A eleição ocorre no primeiro domingo de outubro do último ano do mandato anterior.

### Sistema eleitoral
Em municípios com eleitorado de até 200 mil votantes, o processo eleitoral para prefeito adota o critério de maioria simples, sendo eleito o candidato ou candidata que alcançar o maior número de votos. Nos municípios que ultrapassam 200 mil eleitores, aplica-se o sistema de maioria absoluta, o que prevê a realização de segundo turno caso nenhum candidato conquiste mais de 50% dos votos válidos na primeira votação, conforme estabelecido no Artigo 29, inciso II.

### Posse e início do mandato
A posse do prefeito eleito ocorre no dia 1º de janeiro do ano subsequente à eleição, perante o Juiz de Direito da Comarca. Durante a cerimônia, o prefeito presta compromisso de defender e cumprir a Constituição, observar as leis, desempenhar com honra e lealdade suas funções e promover o bem-estar da população.

### Padrões eleitorais municipais
As eleições municipais apresentam características específicas que influenciam o exercício do cargo de prefeito, incluindo a preponderância de questões locais, a influência de lideranças regionais e a dinâmica diferenciada dos partidos políticos no âmbito municipal, onde as legendas partidárias frequentemente cedem espaço às personalidades e coligações locais. Estudos recentes sobre comportamento eleitoral municipal indicam que prefeitos que tentam a reeleição não necessariamente têm vantagem eleitoral, apresentando, em alguns contextos, dificuldades para se reeleger, particularmente em municípios menores e com menor desenvolvimento socioeconômico. O prefeito exerce representação política direta da comunidade local, sendo fiscalizado tanto pelos eleitores quanto pelos vereadores e órgãos de controle.

## Relações intergovernamentais

### Poder Legislativo Municipal
O prefeito mantém relação com o Poder Legislativo no município envolvem a sanção e veto de projetos de lei aprovados pela Câmara, exercendo papel fundamental no processo legislativo municipal. O prefeito possui iniciativa legislativa, podendo propor projetos de lei sobre matéria orçamentária e administrativa específicas de sua competência, como o Plano Diretor Municipal e políticas de atenção primária à saude. Deve também submeter anualmente suas contas à análise da Câmara, prestando contas de sua gestão, sendo por ela convocado para prestar esclarecimentos quando solicitado, garantindo a transparência da administração pública.

### Coordenação federativa
O prefeito atua como agente fundamental na coordenação entre os diferentes níveis de governo participando de arranjos institucionais como consórcios públicos, conferências entre governos e fóruns de gestores municipais, que constituem espaços de negociação política e articulação de interesses entre os entes federativos. O prefeito representa o município nas relações com a União para celebração de convênios, implementação de políticas nacionais que impactem o âmbito local e obtenção de recursos federais, como os do PAC na urbanização de favelas. Com os Estados, mantém cooperação técnica, como ocorre, em alguns casos, entre as polícias estaduais e as guardas municipais; recebe repasses estaduais que incluem, por exemplo, a parcela do ICMS (Imposto sobre Circulação de Mercadorias e Serviços) e do IPVA (Imposto sobre a Propriedade de Veículos Automotores), que é destinada aos municípios; e participa de programas regionais que beneficiem o município, como em políticas de assistência social. Na relação com outros municípios, pode formar consórcios intermunicipais e estabelecer cooperação para resolver problemas comuns ou implementar políticas públicas de interesse regional, por exemplo, o transporte metropolitano. Essa articulação entre os diferentes níveis de governo é essencial para o funcionamento eficaz da gestão municipal moderna e da governança multinível.

### Implementação de políticas federais
Como implementador local de políticas federais, especialmente nas áreas de saúde (como o Consultório na Rua), educação (como o Programa Nacional de Alimentação Escolar) e assistência social (por exemplo, Bolsa Família), o prefeito assume papel de intermediação entre as diretrizes nacionais e as especificidades locais, tendo margem de decisão administrativa que influencia os resultados das políticas públicas. A literatura sobre implementação de políticas públicas enfatiza que o sucesso dessas políticas depende não apenas do desenho institucional federal, mas também das capacidades municipais, incluindo a qualidade da administração local, a disponibilidade de recursos técnicos e a existência de apoio político às políticas no âmbito municipal. A crescente importância dos prefeitos na execução de políticas públicas federais torna a administração municipal progressivamente mais estratégica na administração pública.

## Governança e capacidade institucional

### Atribuições administrativas
No desempenho de suas responsabilidades, cabe ao prefeito formular e apresentar à Câmara Municipal a proposta de orçamento municipal anual, instrumento central do planejamento elaborado com base no Plano Plurianual (PPA) e na Lei de Diretrizes Orçamentárias (LDO). Deve sancionar, oficializar e promover a publicação das leis aprovadas pela Câmara Municipal, ou aplicar-lhes veto quando considerar apropriado. Compete-lhe também expedir decretos e regulamentações para viabilizar a aplicação das leis, assegurando sua efetivação prática.
Na administração de recursos humanos, cabe ao prefeito designar e dispensar secretários municipais e demais auxiliares diretos. Anualmente, deve submeter sua prestação de contas à Câmara Municipal, submetendo sua administração ao controle dos vereadores. Atua ainda como representante oficial do município em questões judiciais e extrajudiciais, funcionando como porta-voz da administração municipal.

### Capacidade de gestão municipal
A efetividade do trabalho do prefeito depende das capacidades disponíveis no município, incluindo a administrativa, a fiscal, a técnica e de articulação política, que variam significativamente entre os municípios brasileiros e influenciam a qualidade da gestão local. Essas capacidades determinam a efetividade das políticas públicas e a capacidade de resposta às demandas sociais.

### Articulação de políticas públicas
O prefeito contemporâneo atua crescentemente como articulador de políticas públicas, coordenando ações entre governo municipal, organizações da sociedade civil, setor privado e outros entes governamentais, criando arranjos de colaboração que transcendem os limites tradicionais da administração pública direta.

### Variações regionais e por porte municipal
O exercício da função de prefeito apresenta variações significativas conforme o tamanho do município e a região, com prefeitos de grandes centros urbanos exercendo papel de liderança metropolitana e prefeitos de pequenos municípios atuando como intermediadores entre a comunidade local e as esferas superiores de governo.

## Substituição e sucessão
Em caso de impedimento temporário do prefeito, suas funções são exercidas pelo vice-prefeito. Se ambos estiverem impedidos ou em caso de vacância dos cargos, assume o presidente da Câmara Municipal. Caso este também esteja impedido, assume o vice-presidente da Câmara.
Se a vacância ocorrer nos dois primeiros anos do mandato, deve ser realizada nova eleição. Se ocorrer nos dois últimos anos, o substituto exerce o cargo até o final do mandato.

## Remuneração
O subsídio do prefeito é fixado por lei de iniciativa da Câmara Municipal, observando limites estabelecidos no Artigo 29, inciso V, da Constituição Federal. O valor não pode exceder o subsídio mensal dos Ministros do Supremo Tribunal Federal, deve respeitar os limites da Lei de Responsabilidade Fiscal para gastos com pessoal e a fixação deve ocorrer antes das eleições para ter validade no mandato subsequente. Estes critérios visam garantir remuneração adequada sem comprometer as finanças municipais e estabelecer transparência no processo de definição salarial.

## Fiscalização e responsabilização

### Controle externo
A fiscalização do prefeito é exercida pela Câmara Municipal, com auxílio dos Tribunais de Contas estaduais ou municipais, quando existentes, conforme estabelecido no Artigo 31 da Constituição Federal. Esta fiscalização abrange a análise das contas anuais, o acompanhamento da execução orçamentária e a verificação da aplicação de recursos públicos, além da avaliação da legalidade dos atos administrativos. O controle externo constitui mecanismo fundamental da democracia para garantir a transparência e a responsabilidade na gestão dos recursos públicos municipais.

### Crimes de responsabilidade
O prefeito pode ser processado e julgado pela Câmara Municipal por crimes de responsabilidade, conforme previsto no Decreto-Lei nº 201/1967. As infrações político-administrativas podem resultar em cassação do mandato.

### Controle social
A população tem o direito de fiscalizar o trabalho do prefeito através do acesso às contas públicas, da participação pública e da apresentação de denúncias ao Ministério Público ou à Câmara Municipal. Pode também acompanhar as decisões por meio dos conselhos de políticas públicas, que são órgãos formados por representantes do governo e da sociedade civil, espaços importantes de participação cidadã. Estes mecanismos de controle social são fundamentais para o fortalecimento da democracia local e para garantir que a gestão municipal atenda efetivamente aos interesses da comunidade.

## Estatísticas

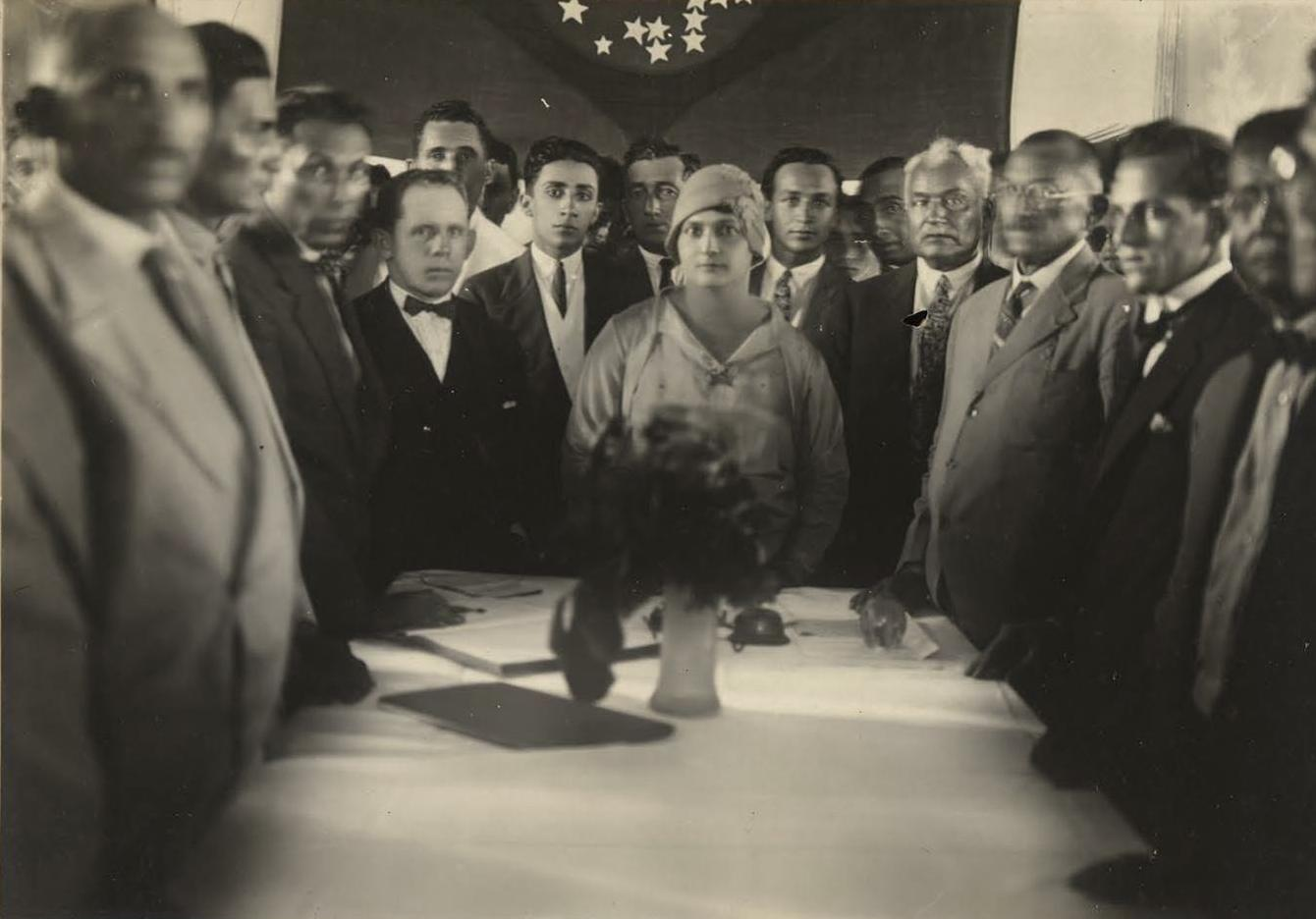
Luiza Alzira Teixeira Soriano, primeira prefeita a governar um município na América Latina, aos 33 anos. Prefeita eleita em 1928 em Lajes com 60% dos votos, beneficiando-se da legislação pioneira do Rio Grande do Norte que desde 1926 garantia direitos eleitorais às mulheres.

O território brasileiro abriga 5.570 municípios (dados de 2025), cada qual dirigido por seu prefeito. Dados das eleições municipais evidenciam baixa representatividade feminina no cargo. Segundo o Censo das Prefeitas Brasileiras para o mandato 2021-2024, realizado pelo Instituto Alziras, 663 mulheres governavam 11,7% dos 5.568 municípios brasileiros, concentrando-se principalmente na região Nordeste. Esse percentual representou apenas 9% da população brasileira total governada por mulheres, com 91% dessas prefeitas atuando em municípios de até 50 mil habitantes.
Nas eleições municipais de 2024, conforme dados da Consultoria-Geral da Câmara dos Deputados, o número de mulheres prefeitas apresentou crescimento de um ponto percentual, alcançando 13% dos 5.569 municípios, o que representa 64 prefeitas a mais em relação a 2020.

## Equivalência entre países

### América Anglo-Saxã
- Canadá (parcialmente anglofono): mayor/maire
- Estados Unidos: mayor

### América Latina
- Argentina: intendente
- Brasil: prefeito
- Colômbia: alcalde
- Chile: alcalde
- Cuba: presidente de la Asamblea Municipal del Poder Popular
- México: alcalde/presidente municipal
- Peru: alcalde

### Asia Oriental
- China: 市长 (shì zhǎng)
- Coreia do Sul: 시장 (sijang)
- Japão: 市長 (Shichō)
- Vietnã: thị trưởng

### Europa Eslava
- Polónia: burmistrz
- República Checa: starosta
- Rússia: мэр (mer)

### Europa Germânica
- Alemanha: Bürgermeister
- Bélgica (parcialmente germânica): bourgmestre/burgemeester/Bürgmeister
- Dinamarca: borgmester
- Inglaterra: mayor
- Noruega: ordfører
- Países Baixos: burgemeester
- Suécia: borgmästare

### Europa Latina
- Espanha: alcalde
- França: maire
- Itália: sindaco
- Portugal: presidente da câmara municipal
- Roménia: primar

### Restante da Europa
- Escócia: provost
- Grécia: δήμαρχος (dhimarkhos)